# Talha Ibn Abd Allah

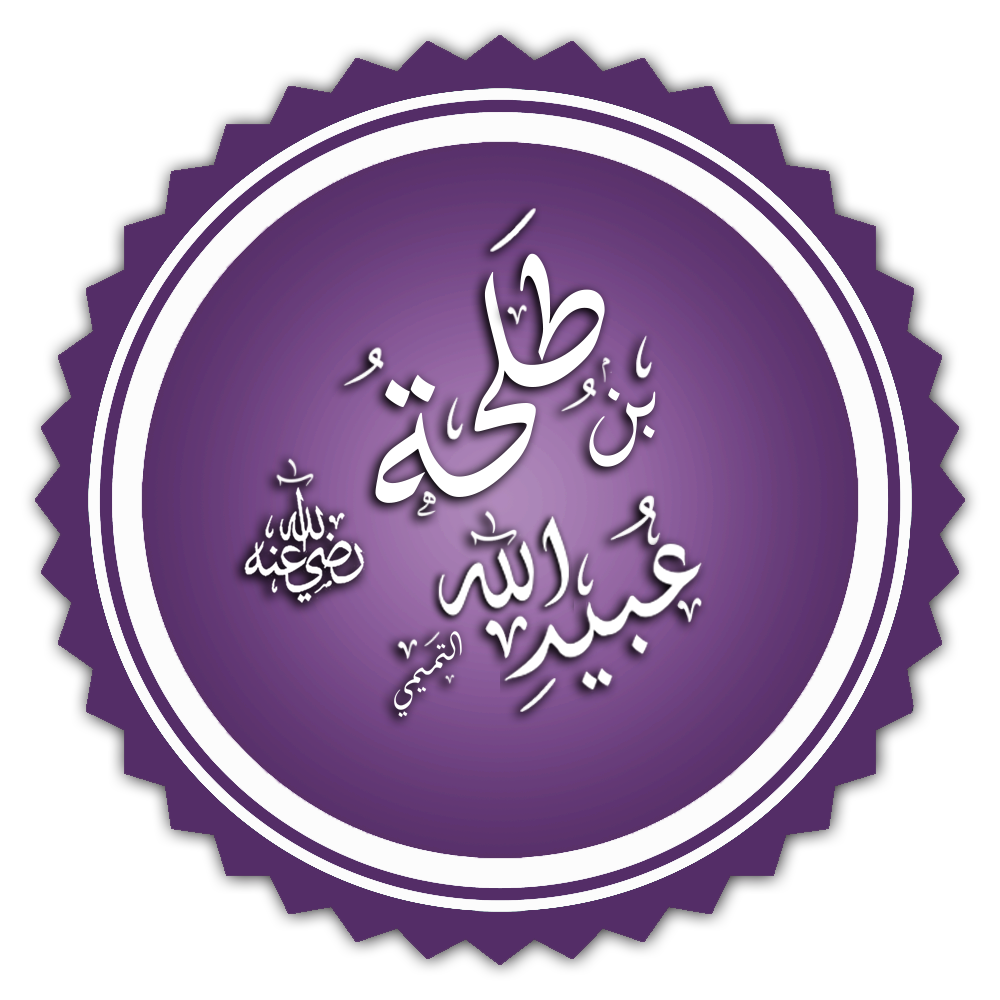

Talha Ibn Abd Allah (? - 656) (arab. طلحة بن عبيدالله) – towarzysz Mahometa i jeden z rywali Alego w walce o kalifat.
Był kuzynem Abu Bakra i zgodnie z tradycją jednym z pierwszych muzułmanów. Brał udział we wszystkich bitwach Mahometa z wyjątkiem bitwy pod Badrem, zaś w bitwie pod Uhudem uratował Prorokowi życie. W wyniku podbojów arabskich stał się posiadaczem ogromnych majątków ziemskich na terenie Iraku. O jego znaczeniu świadczy fakt, że w roku 644 kalif Umar ibn al-Chattab zaliczył go do sześcioosobowej szury mającej wybrać spośród siebie kalifa. Kalifem ostatecznie został Usman ibn Affan, w stosunku do którego Talha wkrótce stanął w opozycji, współdziałając z innym członkiem szury, Zubajrem Ibn al-Awwamem, oraz wdową po Mahomecie - Aiszą. Wykorzystując swoje wpływy wśród żołnierzy z Basry Talha doprowadził do tego, że w roku 656 wystąpili oni wraz z żołnierzami z Fustatu i Al-Kufy przeciwko niepopularnemu Usmanowi i oblegli go w jego domu w Medynie. On sam jednak nie brał bezpośrednio udziału w tych wydarzeniach, czekając na uboczu na śmierć kalifa, która ostatecznie nastąpiła w czerwcu 656 roku. Kiedy po śmierci Usmana kalifem został ogłoszony Ali, Talha wraz z Az-Zubajrem i Aiszą wystąpili przeciwko niemu, i w grudniu 656 roku zostali przez niego pokonani w bitwie wielbłądziej, w trakcie której Talha zginął.